# Caliche

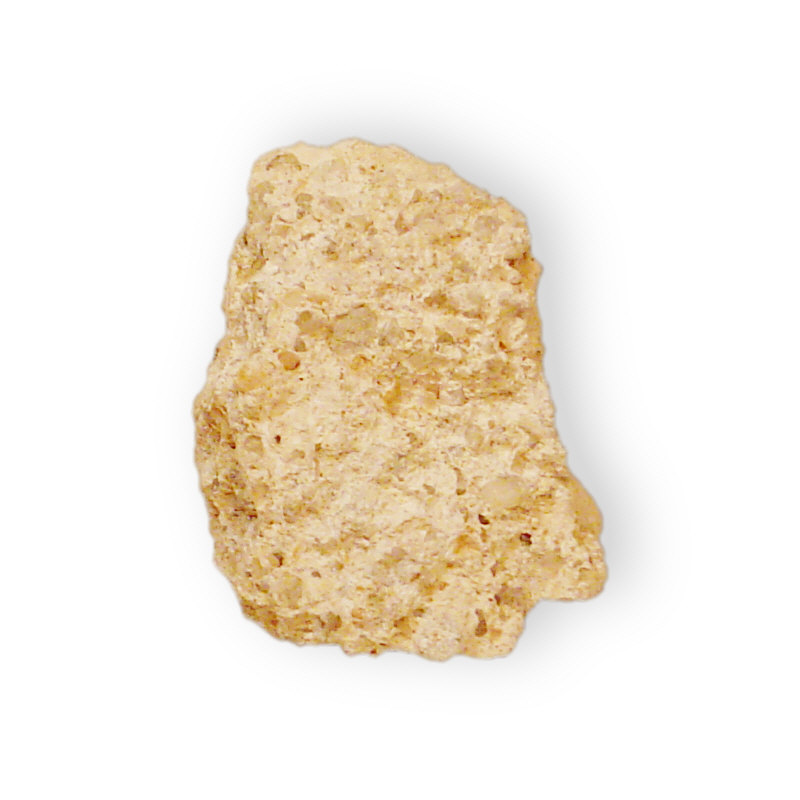
Caliche

O caliche é um depósito avermelhado, quase marrom, ou tendente ao branco, encontrado em muitos solos de deserto. Ele normalmente ocorre em forma de nódulos ou como cobertura de grânulos minerais formados pela complicada interação entre a água e o gás carbônico liberado pelas raízes das plantas ou pela decomposição de matéria orgânica.
Solo desértico endurecido pela cristalização da calcita e outros minerais em seus interstícios. Forma-se em regiões de clima semi-árido a árido, onde o sentido predominante de movimentação da umidade do solo é ascendente devido ao excesso de evaporação e à ação da capilaridade. As águas carbonatadas ao se evaporarem propiciam a precipitação da calcita entre as partículas do solo.